# هموتوکسین
هموتوکسین‌ها (به انگلیسی: Hemotoxins) یا هماتوتوکسین‌ها (به انگلیسی: hematotoxins)، سمومی هستند که گلبول‌های قرمز را از بین می‌برند، لخته‌شدن خون را مختل می‌کنند و/یا باعث انحطاط اندام‌ها و آسیب عمومی بافت می‌شوند. اصطلاح هموتوکسین تا حدی یک نام اشتباه است زیرا سمومی که به خون آسیب می‌رسانند به دیگر بافت‌ها نیز آسیب می‌رسانند. آسیب ناشی از یک عامل هموتوکسیک اغلب بسیار دردناک است و می‌تواند سبب آسیب همیشگی و در موارد شدید مرگ شود. از دست دادن اندام آسیب‌دیده حتی با درمان سریع امکان‌پذیر است.